# Balbínové z Vorličné

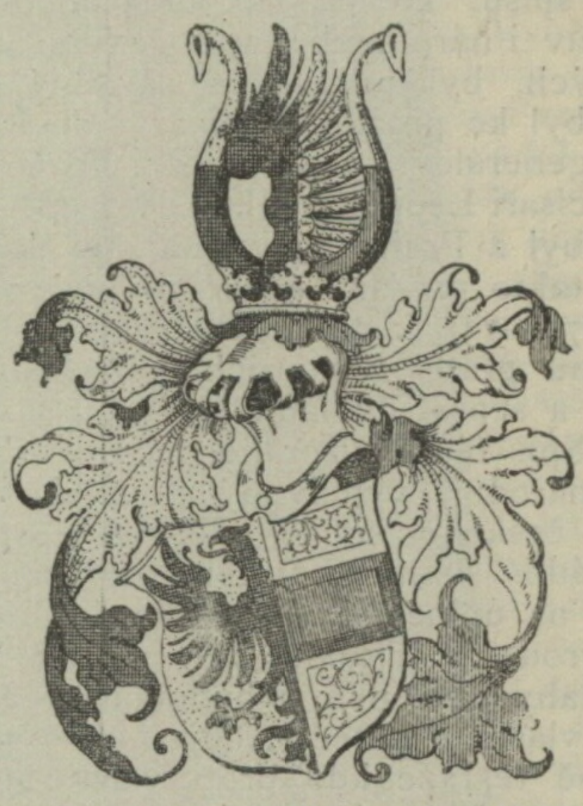
Wappen

Die Balbínové z Vorličné (deutsch Balbin(us) von Worliczna) waren ein böhmisches Rittergeschlecht, das seit dem 15. Jahrhundert nachweisbar ist. Ursprünglich nannten sie sich von Schwornitz (Škvornicové), zu dem sie den Vornamen Balbin(us) hinzunahmen. Nachdem sie nach der Ansiedlung Vorlična bei Königgrätz in den Adelsstand erhoben wurden, nannten sie sich Balbínové z Vorličné. 

## Persönlichkeiten
- Jan Balbín z Vorličné (Johannes Balbinus von Worliczna)  Baccalaureus der Freien Künste; seine juristischen und historischen Publikationen werden im Kalender des Daniel Adam von Veleslavín erwähnt. Er war Stadtschreiber und Sekretär bei dem von Kaiser Ferdinand I. errichteten Appellationsgericht für lateinische und böhmische Expertisen. Er begründete den Prager Zweig der Balbín und war der Urgroßvater des Jesuiten Bohuslav Balbin. 1553 soll er mit seinem Bruder in den Herrenstand aufgenommen worden sein und 1556 das Recht erhalten haben, seinen Adelstitel zu vererben. Er starb am 16. Februar 1570 in Prag.
- Filip Balbín z Vorličné, Bruder des Jan Balbín z Vorličné
- Filip Balbín z Vorličné, Sohn des Jan Balbín z Vorličné. Er begründete den Königgrätzer Zweig der Balbín. Später wurde er Oberbürgermeister (Primator).
- Jiří Balbín z Vorličné (Georg Balbin von Worliczna), Oberbürgermeister und königlicher Dorfschulze. 1584 wurde er in den Ritterstand berufen. Diesen Titel durfte er vererben.
- Jan Balbín z Vorličné, fiel 1619 bei den kaiserlichen Machtkämpfen gegen Kaiser Matthias (HRR). Dessen Bruder
- Lukáš Škvornic Balbín z Vorličné na Petrovicích († 1622) war Burggraf von Pardubitz. 1618 und 1619 verteidigte er das Gebiet erfolgreich gegen aufständische Bauern. 
  - Bohuslav Balbín, Sohn des Vorstehenden; Jesuit und bedeutender Vertreter der tschechischen Kultur in Böhmen. In seiner Schrift: „Tabularium stemmatographicum seu genealogicae tabulae“, Miscellanea Dec. II, Prag 1688, veröffentlichte er die Herkunft seiner Vorfahren und gab Hinweise zu dem Ort Worliczna in Ostböhmen.